# Insignia de Combate de Tanques
La Insignia de Combate de Tanques (en alemán: Panzerkampfabzeichen) era una medalla alemana concedida a las tropas acorazadas durante la Segunda Guerra Mundial. Fue creada el 20 de diciembre de 1939 por el Generaloberst von Brauchitsch; recuperando la ya concedida durante la I Guerra Mundial y otra versión concedida en la Guerra Civil Española.

## Historia
Fue introducida el 20 de diciembre de 1939 para reconocer los logros del personal de los Panzer, que participaban en los asaltos acorazados. El 6 de junio de 1940 se instituyó una clase separada de la insignia, hecha de bronce, en reconocimiento de las tripulaciones de los vehículos acorazados, además de los tanques. La insignia era concedida en un sobre de papel con el nombre de la condecoración impreso en el exterior. El diploma correspondiente era del tipo habitual, con los datos del receptor y la firma de un oficial que los autorizaba. La Insignia de Combate de Tanques se lucía en el bolsillo izquierdo de la guerrera.
La insignia de bronce fue autorizada por el personal de vehículos acorazados para el personal de panzergrenadiers que combatieran con vehículos blindados. También era concedida a los miembros de los grupos acorazados de reconocimiento y de los batallones de fusileros de las divisiones panzer. La autorización para estas insignias normalmente se hacía a nivel regimental o de división.
El criterio de concesión era haber participado en tres asaltos en tres días diferentes, haber estado herido durante un asalto o haber sido condecorado por valentía durante un asalto. La versión en plata era presentada a los comandantes de tanque, artilleros u operadores de radio, mientras que la de bronce era concedida a los regimientos de Panzergrenadier, unidades acorazadas de reconocimiento, tripulaciones de los carros de asalto y al personal médico que iba al combate en vehículos blindados.

## La insignia
La Insignia de Combate de Tanques tiene forma ovalada, con una corona formada por cinco hojas de roble en un lado y cuatro en el otro (el tanque tapando una). En la base hay una cinta, y en la parte superior está el águila de la Wehrmacht, con las alas apuntando hacia abajo y con una esvástica cogida en las garras. En el centro de la insignia hay un tanque Panzerkampfwagen IV que atraviesa de izquierda a derecha. La oruga izquierda del tanque queda situada sobre la corona de hojas de roble, y la zona inferior al tanque está grabada como si fuese tierra. El reverso podía ser plano u ovalado. La insignia se unía al uniforme mediante una aguja.